# Tam tòng, tứ đức
Tam tòng, tứ đức là những quy định đối với phụ nữ phương Đông thời xưa, xuất phát từ các quan niệm của Nho giáo. Trong đó, Tam tòng là các nghĩa vụ của phụ nữ đối với xã hội người đàn bà phải tuân thủ là khi ở nhà phải theo cha, khi lấy chồng phải theo chồng, khi chồng chết phải theo con trai, còn Tứ đức (Công - Dung - Ngôn - Hạnh) là các tiêu chí để phụ nữ rèn luyện, hoàn thiện bản thân. Trong bối cảnh xã hội hiện nay, "Tam tòng" đã trở nên lỗi thời, nhưng "Tứ đức" vẫn là những giá trị tu dưỡng bản thân tốt đẹp, cần được duy trì.Cũng có một số quan điểm cho rằng “Tam tòng” vẫn là một giá trị bất hữu bởi bản sắc hình thành vốn đã nối liền với “Tứ đức” ,làm nên giá trị người phụ nữ mà chính ông bà ta đã đúc kết từ đó góp phần giữ gìn bản sắc văn hóa, ổn định sự tồn tài dân tộc Việt Nam trong hàng nghìn năm.
"Tam tòng tứ đức" được xây dựng theo hình thức gia huấn ca, hương ước làng xã và văn học dân gian, tiêu biểu là ca dao, tục ngữ, dân ca nhằm giáo dục đạo đức cho phụ nữ. Sự ảnh hưởng đó biểu hiện sự tích cực ở những điểm sau:
- Giáo dục ý thức cho người phụ nữ tôn trọng kỷ cương, nền nếp gia đình, từ đó góp phần ổn định xã hội, giúp cho giá trị của người phụ nữ được nâng cao. Phụ nữ được đánh giá qua đạo đức chứ không phân biệt đẳng cấp, địa vị, giàu nghèo. Nó góp phần tích cực trong việc giáo dục các phẩm chất đạo đức cá nhân tốt đẹp cho phụ nữ, làm nên những phẩm chất đạo đức truyền thống quý báu của người phụ nữ Việt Nam: Nhẫn nại, chịu thương chịu khó; thuỷ chung son sắc, hết lòng vì chồng vì con; vị tha, nhân hậu, giản dị, trọng nghĩa trọng tình; hiếu thảo; biết hy sinh lợi ích cá nhân vì lợi ích chung của gia đình, đất nước.
- Góp phần giáo dục người phụ nữ hoàn thiện bản thân theo các đức Công - Dung - Ngôn - Hạnh. Các tiêu chí đó vẫn đáp ứng tốt yêu cầu phát triển của xã hội hiện đại (không chỉ đảm đang công việc gia đình mà còn tham gia vào công việc xã hội và góp phần vào sự phát triển của xã hội)

## Xuất xứ

### Những tài liệu đầu tiên nói về Tam tòng, Tứ đức
Đề cập sớm nhất về tam tòng có thể là sách "Lễ ký". Trong thiên "Giao đặc sinh" có khi chép: "Phụ nữ là phải theo người, lúc nhỏ theo cha theo anh, lấy chồng thì theo chồng, chồng chết thì theo con" (婦人，從人者也；幼從父兄，嫁從夫，夫死從子). Cũng trong "Lễ ký", thiên "Hôn nghĩa" có chép: "Ngày xưa, phụ nữ trước khi lấy chồng ba tháng, nếu tổ miếu chưa hư hỏng, thì ra đó mà ở, nếu tổ miếu đã hư hỏng thì vào nhà của tông tộc ở. Dạy cho phụ đức, phụ ngôn, phụ dung, phụ công (是以古者婦人先嫁三月，祖廟未毀，教於公宮，祖廟既毀，教於宗室，教以婦德、婦言、婦容、婦功). Song tứ đức thời này nhìn chung chỉ thực hiện trong phụ nữ quý tộc, tam tòng chỉ là trạng thái sinh tồn của phụ nữ nhà lương gia chứ không phải là khuôn phép nghiêm ngặt đối với tất cả mọi người phụ nữ.
Tứ đức là một giáo lý gắn bó hữu cơ với tam tòng. "Phụ hành đệ tứ" một chương trong sách "Nữ giới" giải thích về Tứ đức trong "Lễ ký". "Nữ giới" là sách của Ban Chiêu thời Đông Hán. Ban Chiêu am hiểu kinh điển Nho gia, lại dạy dỗ hậu phi trong cung về phụ đức, kinh sử, vì thế hiểu rất rõ về những tấm gương phụ đức thời trước. Về đời tư, bà goá chồng rất sớm, nhiều năm thủ tiết. Với những kinh nghiệm và học vấn như vậy, bà đã viết "Nữ giới" để răn dạy các con gái. Bà không thể ngờ rằng "Nữ giới" lại trở thành quyển sách giáo khoa hàng đầu cho phụ nữ phong kiến hàng nghìn năm. Sách gồm bảy chương.
Tam tòng (三從) còn được đề cập trong sách Nghi lễ, Tang phục, Tử Hạ truyện: "Phụ nhân hữu tam tòng chi nghĩa, vô chuyên dụng chi đạo, cố vị giá tòng phụ, ký giá tòng phu, phu tử tòng tử": Phụ nữ có đạo tam tòng, không được phép tự chuyên, chưa lấy chồng thì theo cha, lấy chồng thì theo chồng, chồng chết thì theo con (婦人有三從之義，無專用之道，故未嫁從父，既嫁從夫，夫死從子). Tứ đức (四德) còn được đề cập trong sách Chu lễ, Thiên quan trủng tể: "Cửu tần chưởng phụ học chi pháp, dĩ giáo cửu ngự: phụ đức, phụ ngôn, phụ dung, phụ công": Quan cửu tần quản việc dạy học cho phụ nữ, dạy quan cửu ngự (chín ngự nữ dưới quyền mình) phụ đức, phụ ngôn, phụ dung, phụ công (九嬪掌婦學之法，以教九御：婦德、婦言、婦容、婦功).
Về sau này, tam tòng, tứ đức thường được dùng để nói về bổn phận của phụ nữ trong gia đình, so với tam cương, ngũ thường là bổn phận ngoài xã hội, và bách hạnh là tiêu chuẩn đạo đức của nam giới thời Nho giáo.

## Tam tòng
1. Tại gia tòng phụ (在家從父)[7]: người phụ nữ khi còn ở nhà phải nghe theo cha.
2. Xuất giá tòng phu (出嫁從夫)[8]: lúc lấy chồng phải nghe theo chồng.
3. Phu tử tòng tử (夫死從子): nếu chồng qua đời phải nghe theo con.[9].

Tuy nhiên vào giai đoạn sơ khai "Tam tòng" chỉ dùng để định vị trí của người phụ nữ trong gia đình khi làm nghi lễ. Khi ở nhà thì đứng sau lưng cha, lấy chồng đứng sau lưng chồng, chồng chết đứng sau lưng con trai tức là người phụ nữ phải ở góa để thờ chồng và nuôi con.

## Tứ đức
Với người phụ nữ, tứ đức gồm phụ công (婦功), phụ dung (婦容), phụ ngôn (婦言) và phụ hạnh (婦行):
1. Công: Việc nữ công, gia chánh phải khéo léo. Tuy nhiên các nghề với phụ nữ ngày xưa chủ yếu chỉ là may, vá, thêu, dệt, bếp núc, buôn bán, với người phụ nữ giỏi thì có thêm cầm kỳ thi họa.
2. Dung: dáng người đàn bà phải hòa nhã, gọn gàng, biết tôn trọng hình thức bản thân, đoan trang, dung dị
3. Ngôn: lời ăn tiếng nói khoan thai, dịu dàng, nhẹ nhàng, mềm mỏng, biết lựa lời, khéo nói
4. Hạnh: Tính nết hiền thảo, tiết hạnh, trong nhà thì nết na, kính trên nhường dưới, chiều chồng thương con, ăn ở tốt với anh em họ nhà chồng. Ra ngoài thì nhu mì chín chắn, không hợm hĩnh, cay nghiệt[11].